# 누크 공항

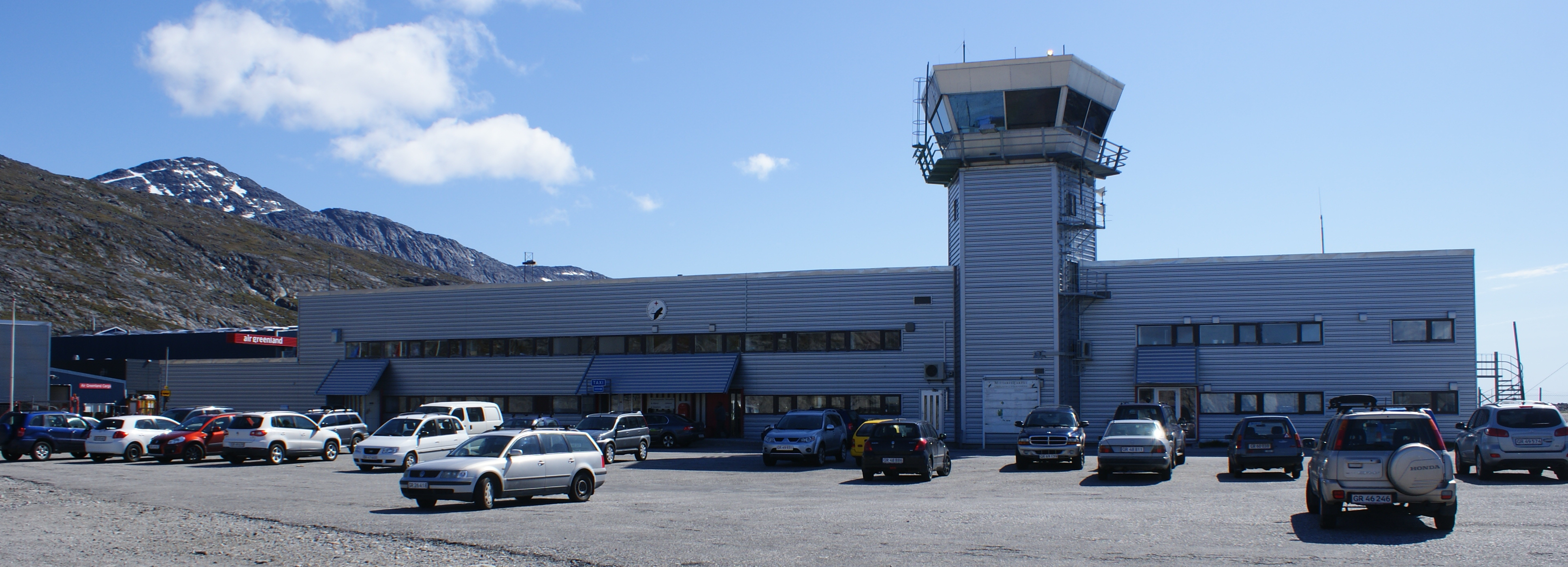

누크 공항(영어: Nuuk Airport, 그린란드어: Mittarfik Nuuk; 덴마크어: Godthåb Lufthavn, IATA: GOH, ICAO: BGGH)은 그린란드의 수도 누크를 관할하는 공항이다. 이 공항은 그린란드의 국책 항공사 에어 그린란드를 위한 기술 기지이며 캉에를루수아크 공항을 포함하여 수도를 국가의 서부, 남서부 지역의 일부 타운들과 연결한다. 아이슬란드와 연결하는 누크 공항은 그린란드의 6개 국제공항들 가운데 하나이며 그린란드와 아이슬란드 내의 유일한 도착지들을 관할한다. 국제 연결은 아이슬란드의 케플라비크 국제공항 또는 캉에를루수아크 공항을 통해 항공이 이루어진다.
1960년대 초, 새로 설립된 에어 그린란드의 수상기들이 누크항에 착륙했다.
신국제공항의 완공은 2024년으로 예정되어 있다.